# 지금 서울의 밤은
지금 서울의 밤은은 대한민국의 3인조 음악 그룹이다. 2019년 싱글 《캔디걸》로 데뷔했다.

## 음반
- 캔디걸 (2019)
- 1 (2019)
- 유람 (2019)